# Katja Frenzel

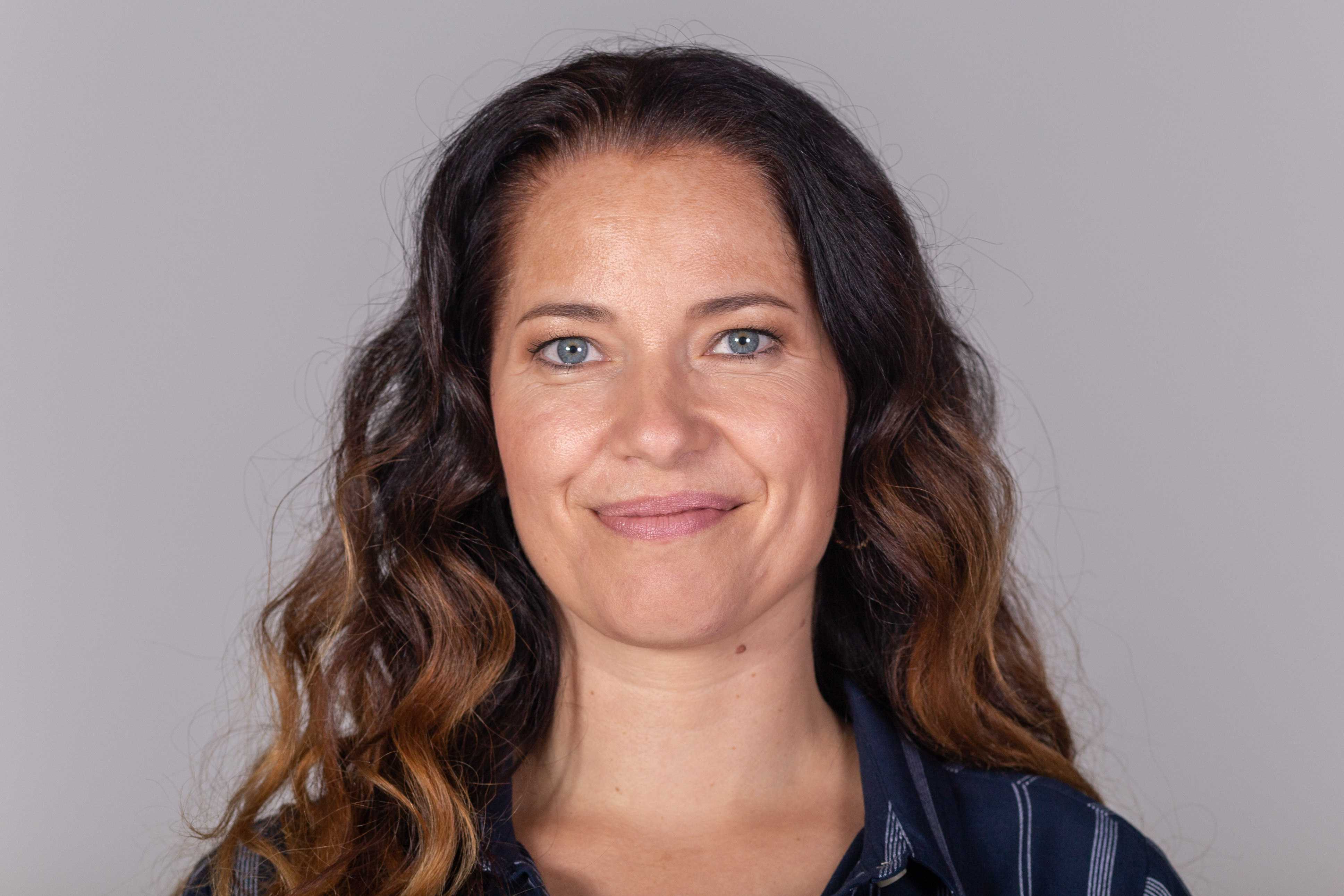
Katja Frenzel (2019)

Katja Frenzel (* 17. Mai 1974 in Dessau; auch: Katja Frenzel-Röhl) ist eine deutsche Schauspielerin.

## Leben

### Karriere
Frenzel begann 1994 ihre Schauspielkarriere bei der ZDF-Serie Frauenarzt Dr. Markus Merthin. Eigentlich sollte sie dort nur eine Episodenrolle spielen, wurde aber dann in den festen Cast der ersten Staffel übernommen. Gleich im Anschluss bekam sie ein Engagement bei der Serie Unter uns, wo sie von Ende 1994 bis 1995 in den Folgen 8 bis 229 Melanie Hoffmeister verkörperte. Danach war sie als Schauspielerin in diversen TV-Filmen und Serien, u. a. in der ZDF-Serie Küstenwache, Alarm für Cobra 11, Familie Dr. Kleist und SOKO Wismar zu erleben. 
Von September 2016 (Folge 2271) bis Juni 2025 (Folge 4189) spielte sie mit teils längeren Unterbrechungen die Rolle der Tina Richter in der Serie Rote Rosen.
Neben der Schauspieltätigkeit ist sie auch als Komikerin in Comedys, zum Beispiel in der Comedyshow Zack! Comedy nach Maß, und seit 2003 auch als Schauspielcoach für Kinder und Jugendliche tätig.
Sie kann neben Hochdeutsch auf Grund biographischer Konstellationen auch die Dialekte Berlinerisch, Kölsch, Norddeutsch und Sächsisch fließend sprechen.

### Privates
Frenzel ist die Tochter der Schauspielerin Bärbel Röhl, die Schwester der Schauspielerin und Kinderbuchillustratorin Anna Frenzel-Röhl und die Cousine der Schauspielerin Henriette Richter-Röhl. 
Sie hat drei Söhne und eine Tochter und lebt in Lüneburg. 

## Filmografie
- 1994–1995: Frauenarzt Dr. Markus Merthin (Fernsehserie, 13 Folgen)
- 1994–1995: Unter uns (Fernsehserie, 221 Folgen)
- 1997: Geliebte Schwestern (Fernsehserie, 1 Folge)
- 1997: T.V. Kaiser (3 Folgen)
- 1998: Stadtklinik (Fernsehserie, 4 Folgen)
- 1999: In aller Freundschaft (Fernsehserie, 1 Folge)
- 2000: St. Angela (Fernsehserie, 1 Folge)
- 2001–2005: Küstenwache (Fernsehserie, 37 Folgen)
- 2004: Alarm für Cobra 11 – Die Autobahnpolizei (Fernsehserie, 1 Folge)
- 2005–2007: Zack! Comedy nach Maß (Comedy-Serie)
- 2006: Unser Charly (Fernsehserie, 1 Folge)
- 2007: Deadline – Jede Sekunde zählt (Fernsehserie, 1 Folge)
- 2008: SOKO Wismar (Fernsehserie, 1 Folge)
- 2010: Viva La Scusa
- 2011: Schinkengeschichte
- 2013: Whisper (Kurzfilm)
- 2013–2015: Tiere bis unters Dach (Fernsehserie, 14 Folgen)
- 2016: Zombriella (Kurzfilm)
- 2016–2025: Rote Rosen (Fernsehserie)
- 2017: Familie Dr. Kleist (Fernsehserie, 1 Folge)
- 2017: Triple Ex (Fernsehserie, 1 Folge)
- 2018: Beck is back! (Fernsehserie, 1 Folge)